# Německá národní knihovna
Německá národní knihovna (německy Deutsche Nationalbibliothek) je centrální národní knihovna Německa. Má tři hlavní části, v Lipsku (Deutsche Bücherei), ve Frankfurtu nad Mohanem (Deutsche Bibliothek) a v Berlíně (Deutsches Musikarchiv).

## Galerie

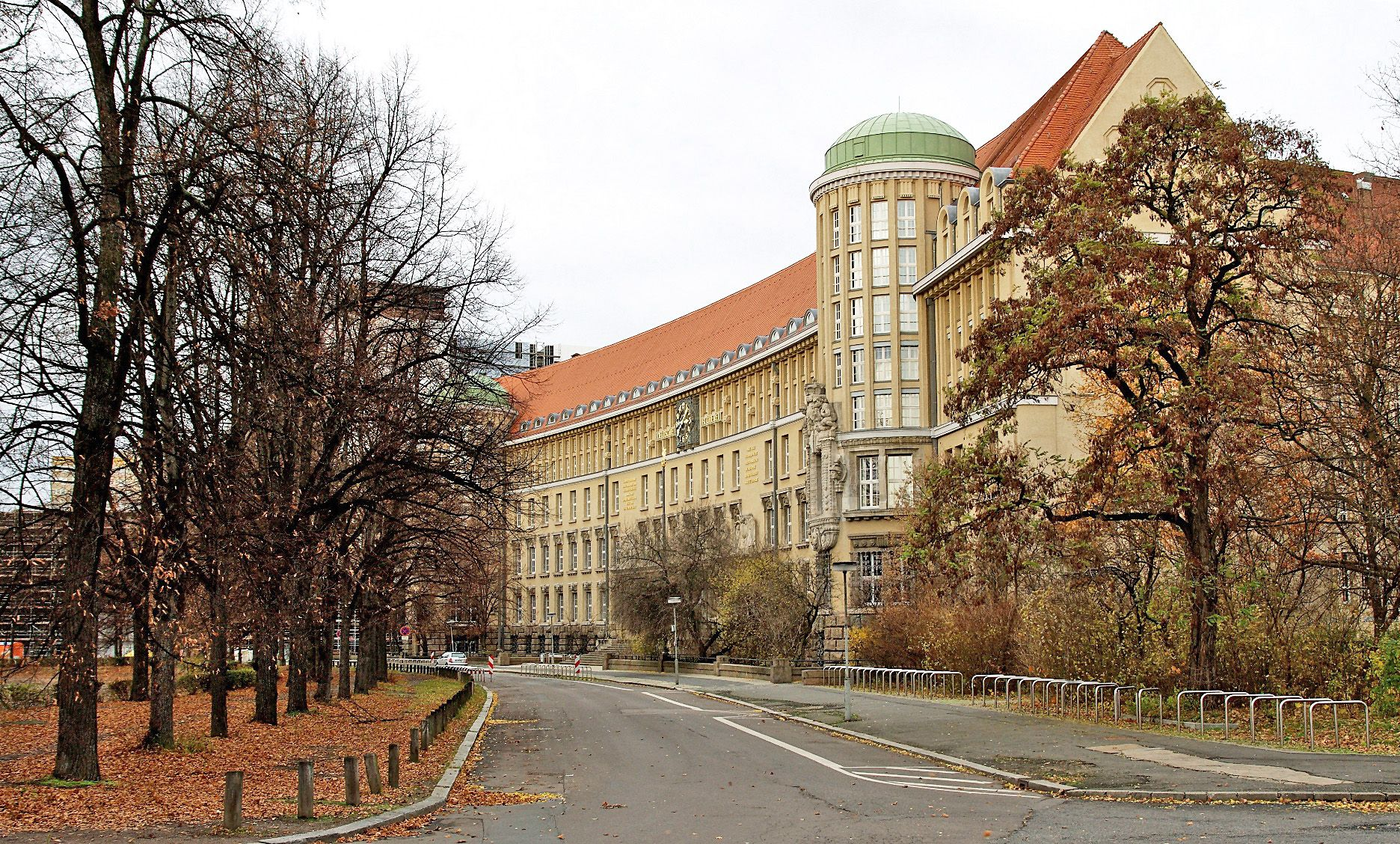
Budova knihovny v Lipsku
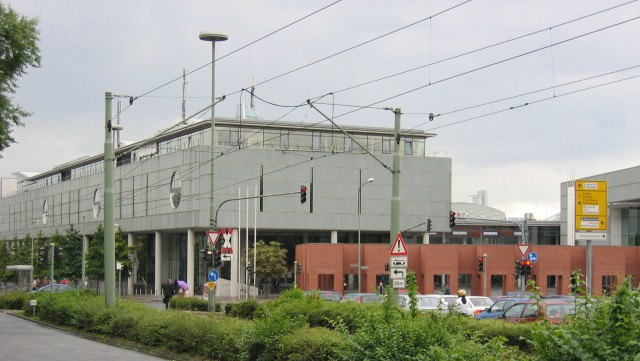
Budova knihovny ve Frankfurtu nad Mohanem